# Messier 78
Messier 78 (také M78 nebo NGC 2068) je reflexní mlhovina v souhvězdí Orionu. Je to nejjasnější reflexní mlhovina na celé obloze.
Objevil ji Pierre Méchain v roce 1780. Její hvězdná velikost je 8,3 a od Země je vzdálená 1 600 světelných let.

## Pozorování

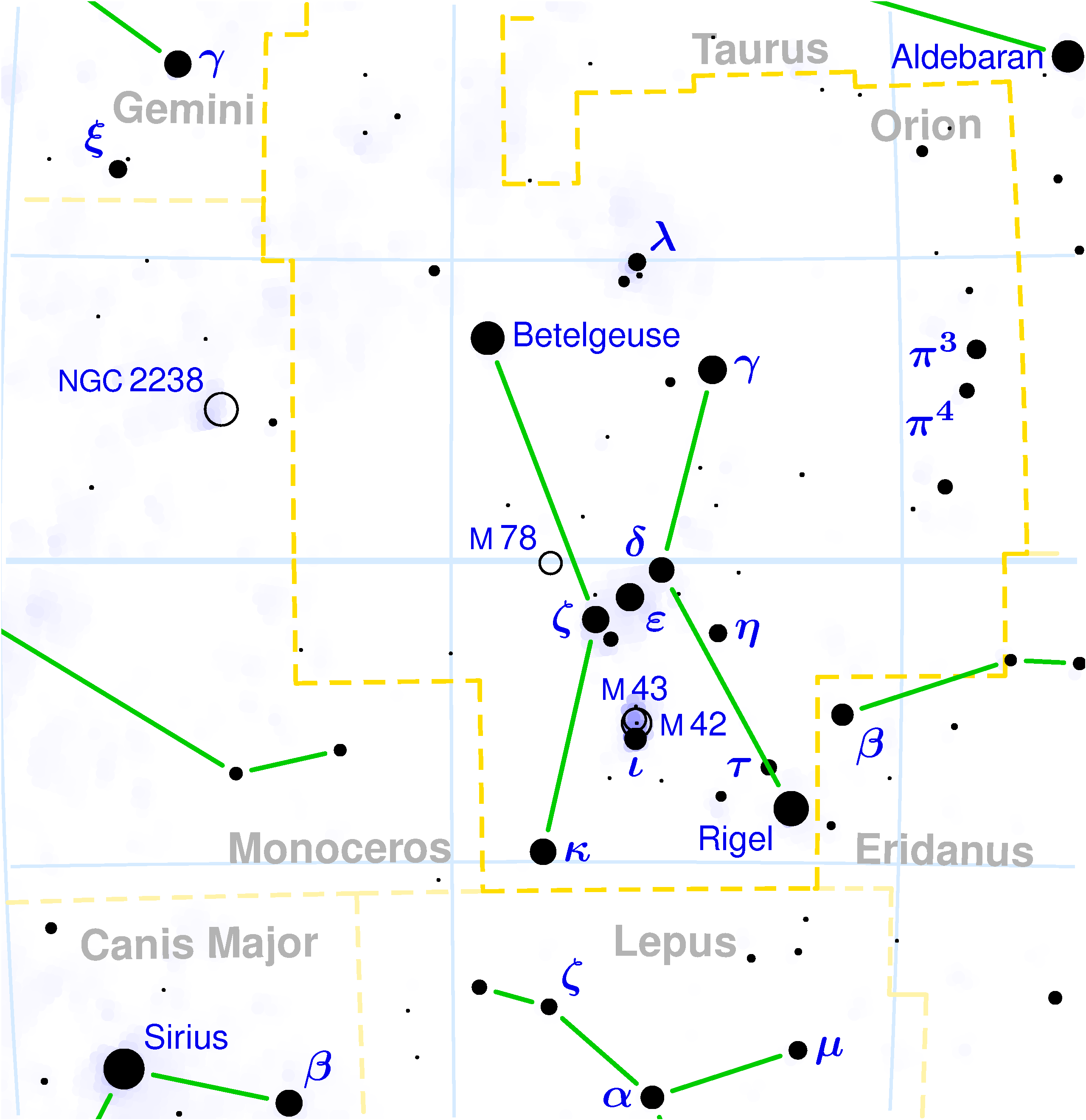
Poloha M 78 v souhvězdí Orionu.

M78 se dá velmi snadno najít, protože leží 3° východně a 0,5° severně od hvězdy nazývané Mintaka (δ Ori), která je součástí Orionova pásu. Mlhovina je v dosahu triedru 10x50, ale je k tomu zapotřebí průzračná obloha, což platí i pro pozorování dalekohledem o průměru 60 až 80 mm. Velmi zřetelně je viditelná dalekohledem o průměru 140 mm, ve kterém vypadá jako našedlá nebo namodralá široká skvrna, která obklopuje dvojici hvězd. V dalekohledu o průměru 300 mm se severní hrana mlhoviny jeví velmi ostrá, což je způsobeno přítomností tmavého pruhu.
Mlhovina je snadno pozorovatelná ze všech obydlených oblastí Země, protože leží velmi blízko nebeského rovníku. Je tedy jedno, z jaké zemské polokoule je sledována a o její výšce nad obzorem rozhoduje zejména deklinace místa pozorování, ať už je na severní nebo jižní polokouli. Na severní polokouli je to objekt letní oblohy, zatímco na jižní polokouli je to výrazný objekt zimní oblohy. Nejvhodnější období pro její pozorování na večerní obloze je od listopadu do dubna.
12′ severně od M78 leží další reflexní mlhovina NGC 2071, která je spolu s M78 součástí větší soustavy mlhovin. 2° východně od M78 leží velmi stará otevřená hvězdokupa NGC 2112, která má magnitudu 9 a rozměr 11′. 2,5° jihozápadně od M78 se nachází hvězda Alnitak (ζ Ori), těsně u níž směrem na východ leží mlhovina Plamínek.

## Historie pozorování
Mlhovinu M78 objevil Pierre Méchain v roce 1780 a ve stejném roce ji zařadil Charles Messier do svého katalogu, ve kterém ji popsal jako malou skupinku hvězd obklopenou výraznou mlhovinou. Admirál Smyth v jejím středu viděl dvojhvězdu a mlhovinu popsal jako zvláštní množství látky a vlasatou mlhovinu. Že jde o reflexní mlhovinu zjistil pomocí zkoumání jejího spektra Vesto Slipher v roce 1919 na Lowellově observatoři.

## Vlastnosti
M78 je nejjasnější reflexní mlhovinou na celé obloze, takže je nejjasnější i v rámci skupiny reflexních mlhovin zahrnující také NGC 2064, NGC 2067 a NGC 2071. Všechny patří do Orionova komplexu, který je od Země vzdálený okolo 1 600 světelných let. M78 je viditelná díky tomu, že odráží světlo dvou hvězd 10. magnitudy, které se označují HD 38563A a HD 38563B. Skutečný rozměr mlhoviny je asi 4 světelné roky.

Širokoúhlý snímek M78 a jejího okolí. Sever je vpravo. Autor: ESO

V mlhovině se nachází také 45 proměnných hvězd typu T Tauri a 17 Herbigových-Harových (HH) objektů. Jihovýchodně nedaleko od M78 v oblasti velmi zastíněné soustavou temných mlhovin LDN 1630 se nachází tři navzájem spojené HH objekty označované jako HH 24, HH 25 a HH 26. Tento oblačný útvar má složitou stavbu kvůli bouřlivým hvězdotvorným jevům, které v něm probíhají.
Jako důsledek těchto jevů je tato oblast bohatá na mladé hvězdné objekty, mezi kterými bylo nalezeno několik velmi mladých protohvězd třídy 0,
protohvězda třídy I označená jako HH26IR, která vydává silné infračervené záření,
a další čtyři infračervené zdroje, které mají svítivost v rozsahu 15 až 25 {\displaystyle L_{\bigodot }}, jsou známy již od 70. let 20. století
a opakovaně je pozorovala družice IRAS. Z plynných chomáčů dvou protohvězd třídy 0 vychází velmi husté výtrysky hmoty, podíl jejichž osy leží pásy molekulárního vodíku. Jádra těchto chomáčů jsou taktéž velmi hustá.
Hvězda V1647 Orionis, která je mladou eruptivní proměnnou hvězdou na severozápadním okraji mlhoviny, v lednu 2004 náhle zvýšila svou jasnost a ozářila oblast plynů v mlhovině, která byla podle svého objevitele nazvána McNeilovou mlhovinou. Toto náhlé zvýšení jasnosti se stalo důležitým podkladem pro výzkum vývoje mladých hvězd před hlavní posloupností a bylo usilovně zkoumáno až do října 2005, kdy jas hvězdy opět náhle poklesl.

### Knihy
- O'MEARA, Stephen James. Deep Sky Companions: The Messier Objects. New York: Cambridge University Press, 1998. Dostupné online. ISBN 0-521-55332-6. (anglicky)

### Mapy hvězdné oblohy
- Toshimi Taki. Taki's 8.5 Magnitude Star Atlas [online]. 2005 [cit. 2018-02-12]. Dostupné v archivu pořízeném dne 2018-11-05. (anglicky) - Atlas hvězdné oblohy volně stažitelný ve formátu PDF.
- TIRION, RAPPAPORT, LOVI. Uranometria 2000.0 - Volume II - The Southern Hemisphere to +6°. Richmond, Virginia, USA: Willmann-Bell, inc., 1987. ISBN 0-943396-15-8.
- TIRION, SINNOTT. Sky Atlas 2000.0. 2. vyd. Cambridge, USA: Cambridge University Press, 1998. ISBN 0-933346-90-5.
- TIRION. The Cambridge Star Atlas 2000.0. 3. vyd. Cambridge, USA: Cambridge University Press, 2001. Dostupné online. ISBN 0-521-80084-6.